# 醒井宿

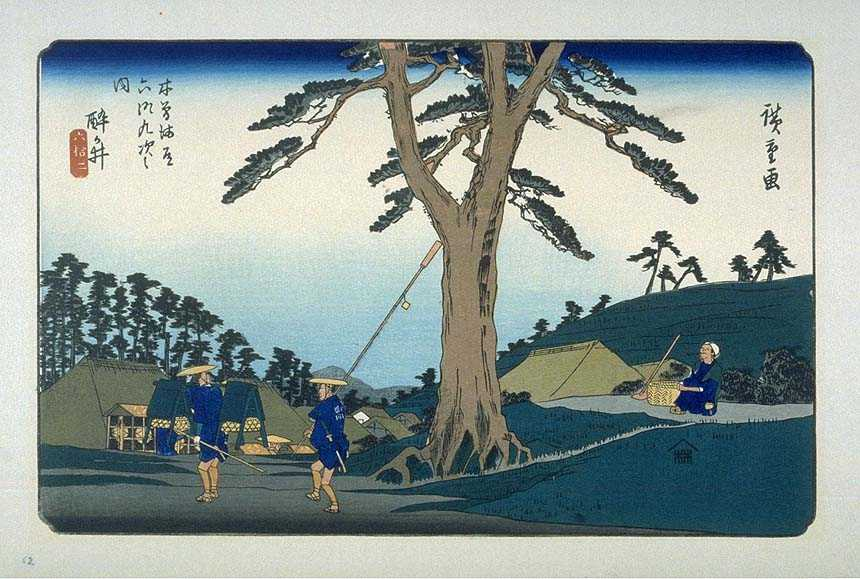
木曽海道六十九次「醒ヶ井」
（歌川広重画）

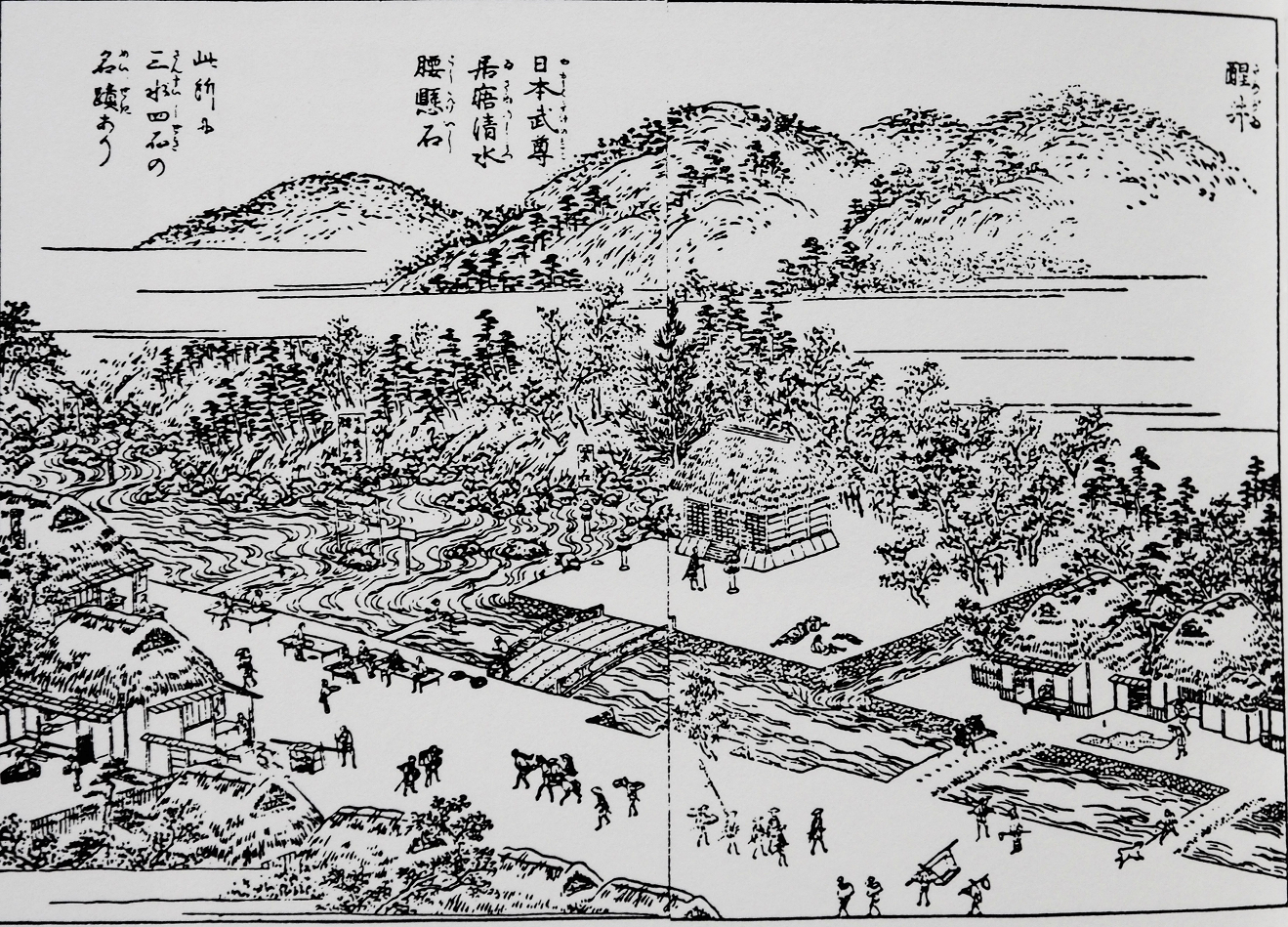
『近江名所図会』『木曽路名所図会』醒井

醒井宿（さめがいしゅく、さめがいじゅく）は、近江国坂田郡にあった中山道（中山道六十九次）61番目の宿場であり、現在の滋賀県米原市醒井に位置する。2015年（平成27年）4月24日に文化庁の「日本遺産」として認定された「琵琶湖とその水辺景観 - 祈りと暮らしの水遺産」の構成文化財に選定されている。

## 概要

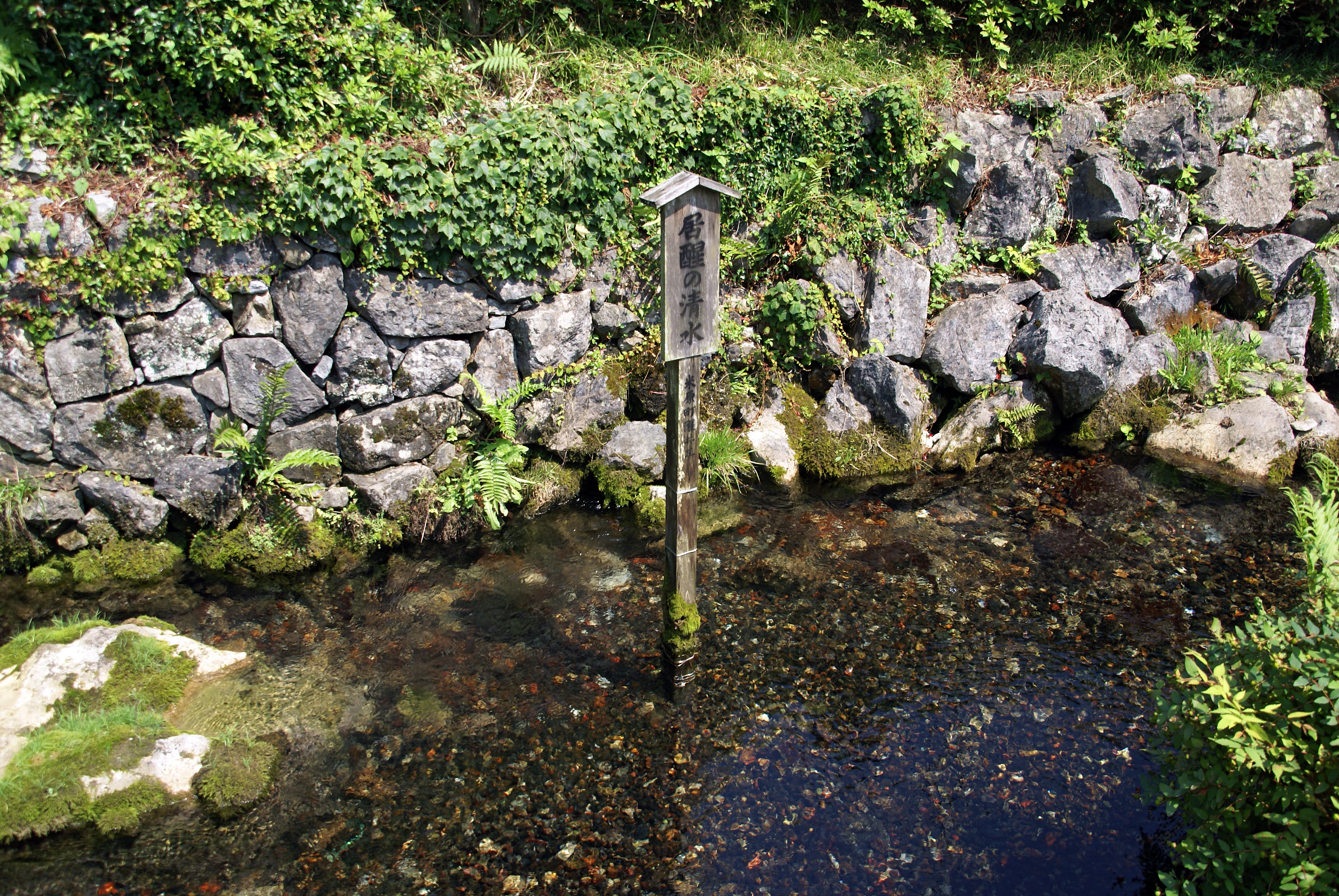
居醒の清水

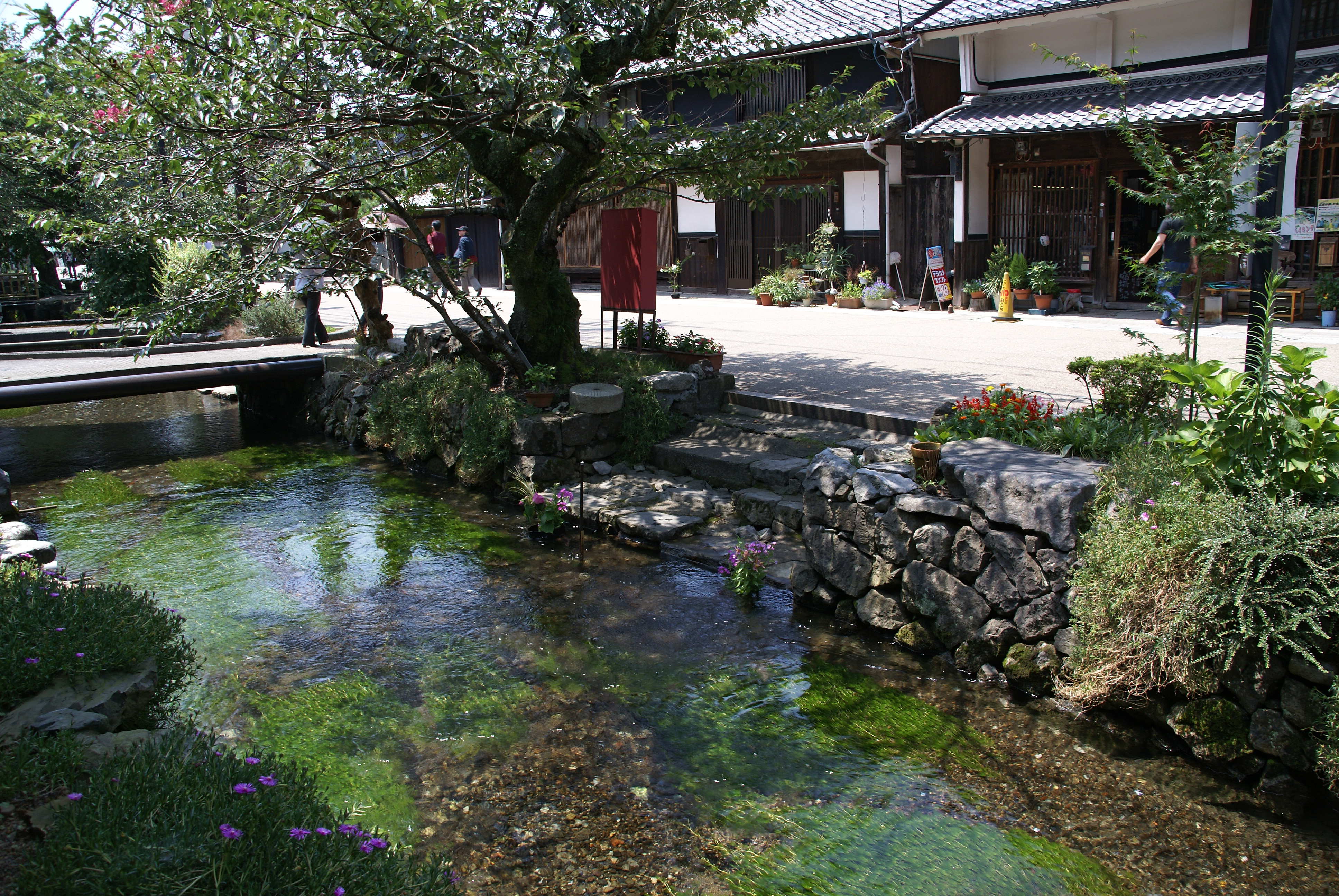
地蔵川

醒井（醒ヶ井、醒が井）は、古代からの交通の要衝であり、ヤマトタケル（倭建命・日本武尊）伝説に登場する『古事記』の「居寤の清泉（清水）」（いさめ〈いざめ〉のしみづ〈しみず〉）ならびに『日本書紀』の「居醒井（居醒泉）」（いさめがい〈いざめのいずみ〉）が地名の由来とされる。関ケ原を越えて東西を結ぶ東山道（中山道）の往還に位置し、その地名は中世、鎌倉時代の日記紀行などより認められる。
醒井宿は近世、江戸時代に中山道の宿駅として整備された。天保14年（1843年）の『中山道宿村大概帳』によれば、醒井宿の家数は138軒、うち本陣1軒、脇本陣1軒、旅籠11軒、宿内人口は539人であった。醒井宿の南東に位置する霊仙山からの豊富な湧水があったことが、旅人の休憩場所に最適であったに違いなく、今日も地蔵川の清らかな流れが町並を潤している。

## 歴史
『古事記』の「居寤清泉」や『日本書紀』の「居醒泉」が醒井の地名の由来といわれる。東近郊の梓地区とともに、古代東山道の「横川駅家（よこかわ〈よかわ〉のうまや）」の比定地の1つとして知られ、一説に、醒井の西側を南北に流れる丹生川（にゅうがわ）を渡る場所とされ、同じく壬申の乱における「息長（おきなが）横河の戦」の地（横川古戦場）ともいわれる。

### 中世
醒井は、中世にかけて官道の1つであった東山道の宿駅としての役割を担っていた。応仁2年（1468年）の「大乗院記録」には、京都より鎌倉に至る宿に「佐目伽井」があり、永禄元年（1558年）に興福寺光明院の実暁が記した『実暁記』の東海道六十三宿の宿次次第には「佐目加井」と記されている。
鎌倉時代、仁治3年（1242年）8月の京都から鎌倉までの行程を記した『東関紀行』に、「音に聞きし醒が井を見れば、陰暗き木の下の岩根より流れ出づる清水、あまり涼しきまで澄みわたりて、まことに身に沁むばかりなり」などと記され、「道の辺の木陰の清水むすぶとてしばし凉まぬ旅人ぞなき」と歌われている。また、歌人阿仏尼による『十六夜日記』には、弘安2年（1279年）10月18日に通過した際、「醒が井といふ水、夏ならば、うち過ぎましやと思ふに、かち人（徒歩人）は、なほ立ち寄りて汲むめり」とあり、「むすぶ手に濁るこころをすすぎなばうき世の夢や醒が井の水」と詠んでいる。
室町時代（南北朝時代）の二条良基による正平8年・文和2年（1353年）の紀行『小島のくちずさみ』には、「かくて行くほどに、松の陰そびえたる岩根より湧き出づる水の流れ、いと清う澄みて、まことに世に知らぬ所と見ゆ。ここは醒が井なるべし。やがてまた棧（かけはし）ありて、小さき堂清げなるに、これも岩根より出づる水、たぐひなし。ひさこといふもの召し出でて、手洗ひなどして過ぐ。いとめでたき水なり」と記され、「今よりや憂かりし夢も醒が井の水の流れて末を頼まむ」と詠まれている。
一条兼良の文明5年（1473年）の紀行『藤河の記』（藤川の記）には、「醒が井といふ所、清水、岩根より流る。一筋は上より、一筋は下より流れて、末にて一つに流れ合ふ。まことやらん、「美濃の養老の滝に続きたり」と言へり」として、「夏の日も結べば薄き氷にて暑さややがてさめが井の水」、「岩が根を別れて出る醒が井の流れや終に逢う道の末」と歌われる。また、宗碩の『美濃路紀行』には、「醒井は養老の瀧の流れときき侍れば、さりともあへず、この水を掬びて、掬ぶ手の皺まで伸びむ醒井の老を養う瀧つせの末」とあり、醒井の清水は、養老の滝の伏流水であるとの伝承が認められる。

### 近世
中世の東山道の宿駅としての機能は、江戸時代の中山道の宿場に継承され、慶長7年（1602年）、徳川家康による中山道の伝馬制整備に伴い醒井宿が設けられた。享保9年（1724年）までは天領（幕府領）であり、それ以後、郡山藩領の飛地となり、石高は528石余り（528石4斗2合）であった。史料によれば、享保9年（1724年）の人口は913人、享和元年（1801年）の家数は187軒であったが、その後、天保14年（1843年）の『中山道宿村大概帳』においては、539人（男266人、女273人）、138軒となっており、旅籠も享和元年（1801年）の24軒から11軒に推移している。中町に本陣・脇本陣が各1軒あったが、享和元年（1801年）には2軒の脇本陣が認められる。比較的規模の小さい宿であるが、問屋場は、中山道・東海道を通じて一番多く、享和元年（1801年）において7か所（中町6か所・新町1か所）にあり、さらに元禄年間（1688-1704年）の記録には10軒が認められる。
| 和暦（西暦）            | 人口（人） | 家数（軒） | 本陣（軒） | 脇本陣（軒） | 旅籠（軒） | 問屋場（軒） |
| ----------------------- | ---------- | ---------- | ---------- | ------------ | ---------- | ------------ |
| 元禄年間（1688-1704年） |            |            |            |              |            | 10           |
| 享保9年（1724年）       | 913        |            |            |              |            |              |
| 享和元年（1801年）      |            | 187        |            | 2            | 24         | 7            |
|                         |            |            |            |              |            |              |
| 天保14年（1843年）      | 539        | 138        | 1          | 1            | 11         |              |

醒井宿の御定伝馬と人足は、元禄3年（1690年）の「江州醒井宿御伝馬役人足役家数之覚」には、それぞれ50疋、50人と記される。しかしながら同年、柏原宿は醒井宿とともに宿馬25疋として、合わせて御定伝馬50疋としたことが知られる。ただし、正徳2年（1712年）の「醒井宿明細帳」にも、50疋、50人とあることから、公的には規定通りに記載するが、実際は半数であり、天明8年（1788年）には、原則50疋、50人として、上り方と下り方それぞれ片道25疋、25人としている。天保年間（1830-1844年）にも同様の記載が認められるが、『中山道宿村大概帳』においては、あくまで50疋、50人とされている。
宿場の運営に携わる宿役人は、問屋2人、問屋兼年寄5人、年寄2人、馬指（うまさし）2人、人足指2人で、5-10日交代であった。また、問屋役人が寛文年間（1661-1673年）には12人いたとされる。宿場の運営にはほかにもいくつかの役職が認められるが、醒井宿においては公的な運営は庄屋が担っていた。
醒井宿の職業は、享保9年（1724年）の明細帳によると、医師2人、はり師1人、家大工3人、桶大工3人、木樵3人、紺屋4人、指物屋1人、檜物屋1人、畳指1人、塗屋1人、酒造屋5人とあり、また、大豆米売9人、銭屋2人、菓子屋1人、古かね屋1人、味噌塩屋2人、木薬屋2人、他国への小間物商売1人が数えられる。ただし、多くは伝馬役や旅籠に従事しながら、農業を営んでいたと考えられる。

### 近現代
1889年（明治22年）4月に町村制が実施されると、坂田郡の醒井（郡山藩領）は、同じく一色（宮川藩領）・枝折（しおり、彦根藩領）・上丹生・下丹生・榑ヶ畑（くれがはた）の各村とともに坂田郡醒井村になる。1956年（昭和31年）9月には息郷村（おきさとむら）とともに米原町（まいはらちょう）に合併し、その後、2005年（平成17年）2月14日に山東町・伊吹町と合併して米原市（まいばらし）となった。米原市醒井の人口および世帯数は、2015年（平成27年）10月1日の国勢調査によれば、673人、256世帯となっている。

## 地理
醒井宿の南には、鈴鹿山脈の北端に位置する霊仙山（標高1094メートル）があり、豊富な水量を有する伏流水が、北麓にある醒井の湧水に始まる地蔵川や、丹生川および宗谷川（旧表記「総谷川」）を形成し、北側を流れる天野川に合流する。また、北には伊吹山地の主峰である伊吹山（標高1377メートル）があり、南麓の醒井には冬季に積雪が見られる。

### 地蔵川

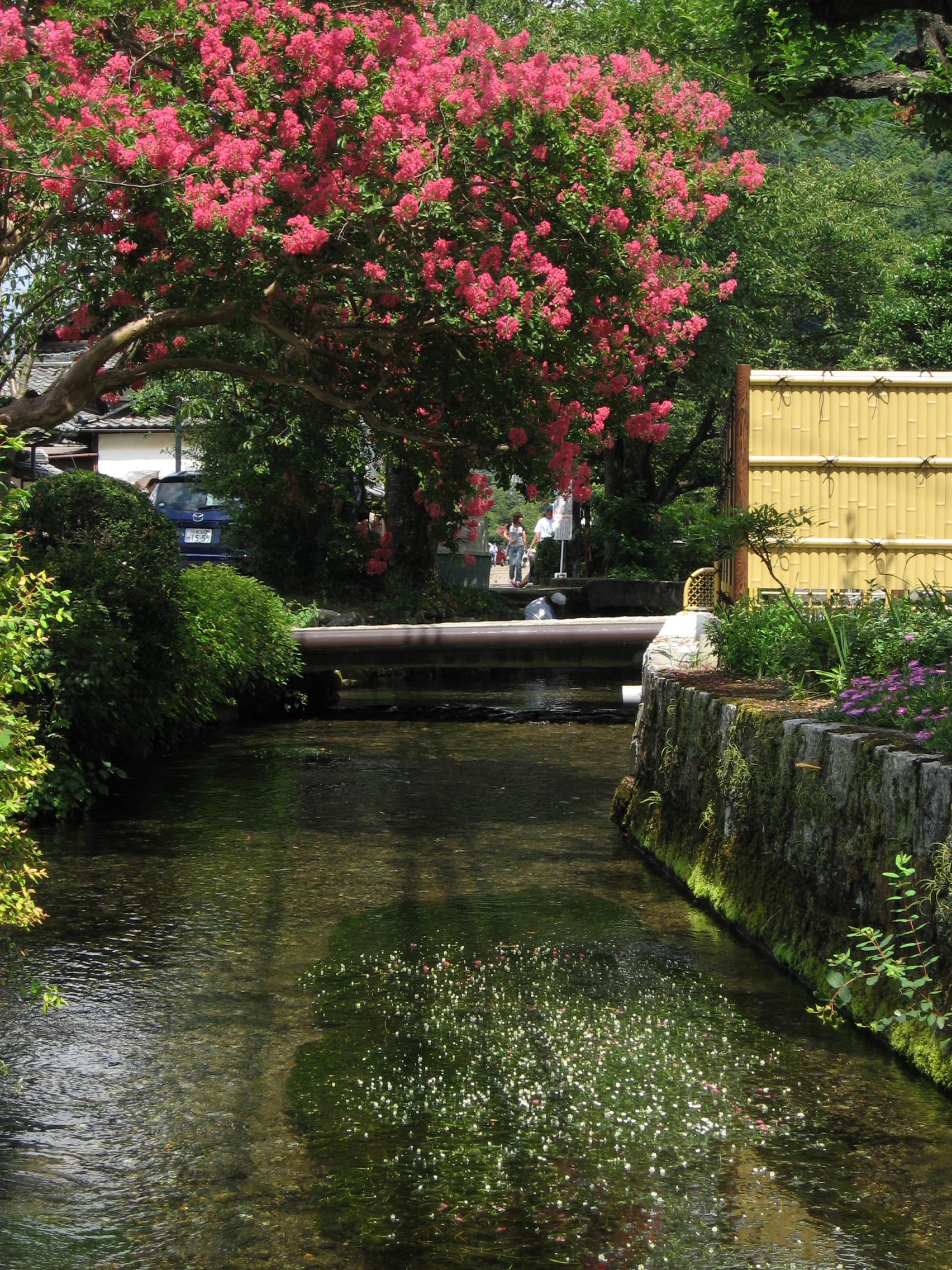
サルスベリ（上）が咲く頃に地蔵川の中でバイカモの花が開く

醒井宿に沿って西方に流れる地蔵川は、居醒の清水を水源として、いくつもの湧水により形成される。川の幅約3メートル、水深0.5メートルで、小川の岸辺に石積みが施され、「かわと」（川戸〈川端、かばた〉）と呼ばれる水際の洗い場に下りる石段が設けられている。江戸時代後期の『近江名所図会』巻4（寛政9年〈1797年〉）ならびに『木曽路名所図会』（文化2年〈1805年〉）の醒井には、「町中に流れありて至って清し、寒暑にも増減なし」と記されている。水道が完備される1962年（昭和37年）まで、井戸水とともに飲料水にされ、かつて宿内の東側（約2割）は井戸を使用するものの、西側（約8割）は水流を利用していた。また、野菜などの洗い場のほか、生け簀、夏季にはスイカなどを冷やす生活用水として利用されている。
地蔵川には、水温15度前後の湧水に生長するキンポウゲ科の沈水植物であるバイカモ（梅花藻）が見られる。例年、5月中頃から9月にかけて、小指の先ほどの大きさの花を咲かせる。その清流にはトゲウオ科の希少な絶滅危惧種であるハリヨ（針魚）の生息も知られる。1996年（平成8年）には「地蔵川とハリヨを守る会」の市民活動が開始され、2005年（平成17年）に捕獲禁止、2008年（平成20年）より県の「地蔵川ハリヨ生息地保護区」に指定された。
宿内の地蔵川を渡る今日の醒井大橋および居醒橋（いさめばし）は、1997年（平成9年）3月に竣工した。この醒井大橋の辺りには、明治時代、新川通船の船着場が設けられたこともあり、鉄道が敷設されるまでの10年間、地蔵川より天野川の本流と合流し、その河口となる琵琶湖の朝妻湊に至る輸送航路を結んでいた。

### 宿内町並

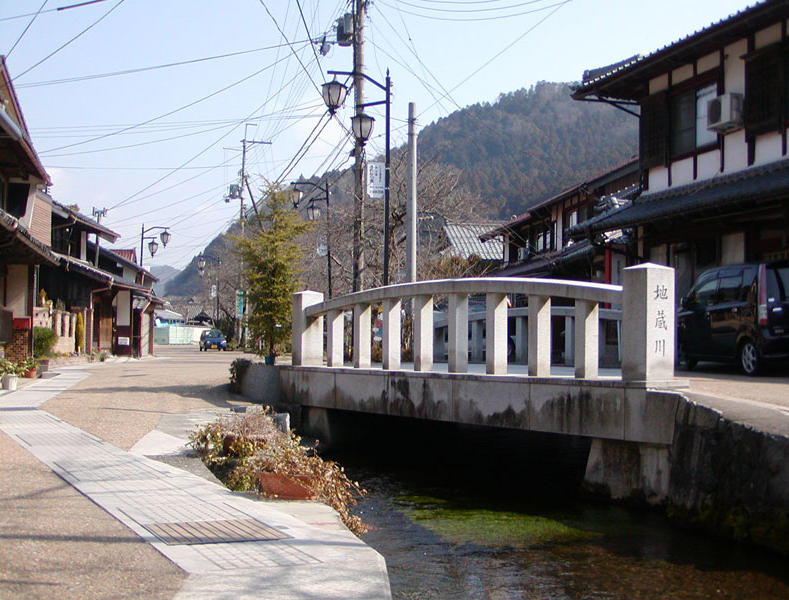
地蔵川に架かる醒井大橋

地蔵川沿いに宿内の町並は、東より加茂神社や地蔵堂のある新町、本陣や脇本陣があった中町、そして子醒井（児醒が井）町へと続いていた。宿場の両端には見付（番所）が置かれ、東の新町の見付に枡形が設けられており、2度曲折して坂となる。天保14年（1843年）の宿内町並は東西8町2間（0.87km）であり、地蔵川沿いに中町（0.4km）があり、かつてたもとに高札場があった醒井大橋辺りまでが醒井宿の中心であった。
醒井宿の3か寺である源海寺（真宗大谷派）、了徳寺（真宗本願寺派）、法善寺（真宗大谷派）は、醒井大橋の東側およそ100メートル以内の南・北やや奥に位置する。
本陣（建坪178坪、約587m2）は、かつて中山道の往来の南側を流れる地蔵川側にあり、天保年間の脇本陣（建坪85.5坪、約281m2）は、本陣のやや東、街道の北側にあった。旅籠は、醒井宿の絵図によると全11軒が街道に直接面した北側に位置し、同様に客引きの必要性により、茶屋などの商店の多くも北側にあった。
『近江名所図会』（『木曽路名所図会』）には、「此清水の前には茶店ありて常に茶を入れ醒井餅とて名産を商う。夏は心太（ところてん）、素麺を冷やして旅客に出す」と記され、大田南畝による享和2年（1802年）の『壬戌紀行』（じんじゅつきこう）には、「この駅にさめがい餅うる家多し」とある。名物として知られた醒井餅は、およそ幅1寸6分ないし4-5分、長さ4-5寸ほどの薄い短冊形で、黄・白・赤（紅）の3色があったといわれる。かき餅（片餅、へぎもち）と同じく、もち米をついて薄く切り、藁で編み陰干しして作られたといわれ、日持ちする食品として贈答に珍重され、献上品にも使われたことが知られる。
問屋場は、南側の地蔵川側に4か所、北側には3か所があった。醒井宿は西側の子醒井町に続き、西端の六軒町（六軒茶屋）に至る。木曽海道六十九次にある歌川広重の画は、この付近の情景を描いたものとされる。

### 史跡・見所

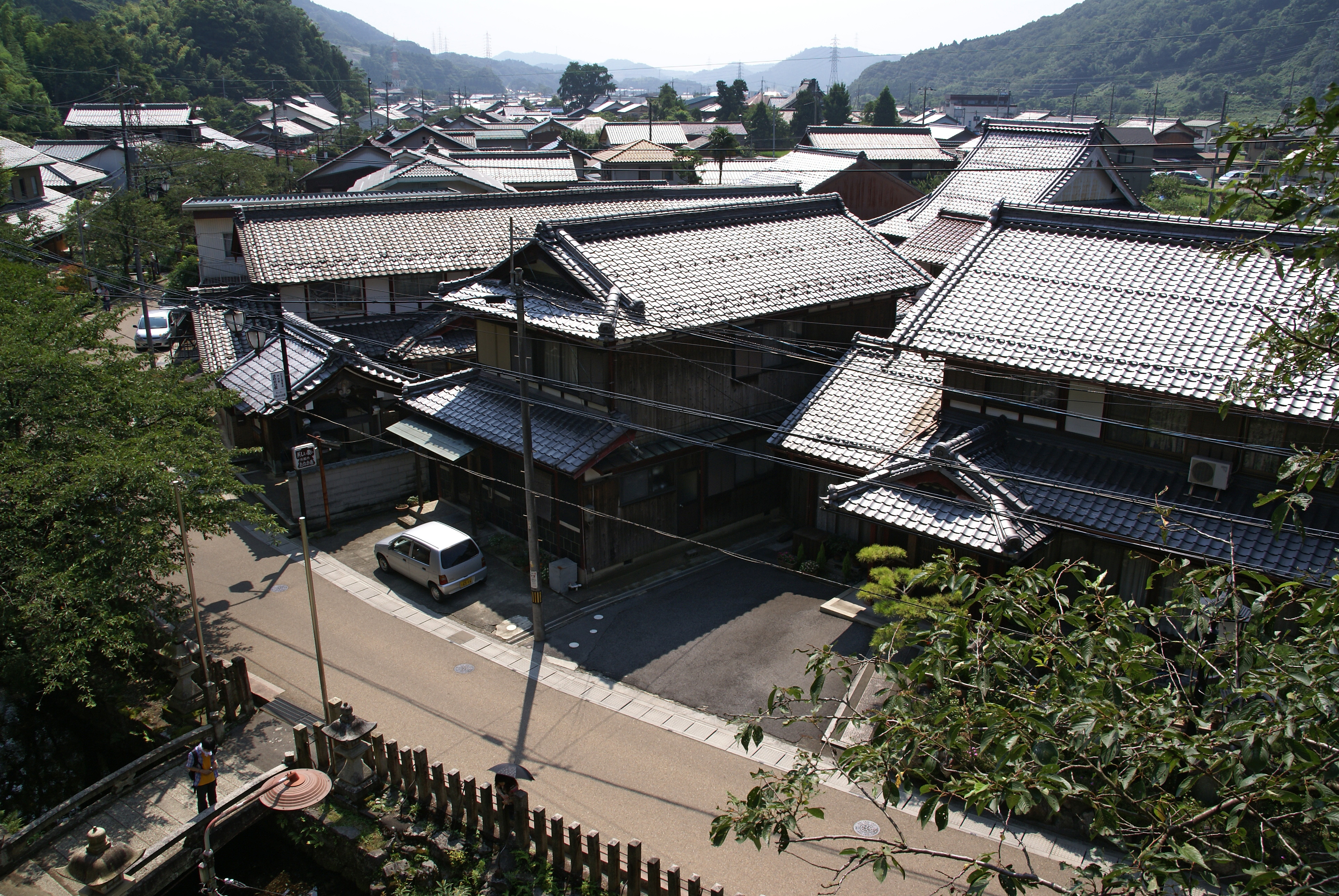
加茂神社より醒井宿を俯瞰

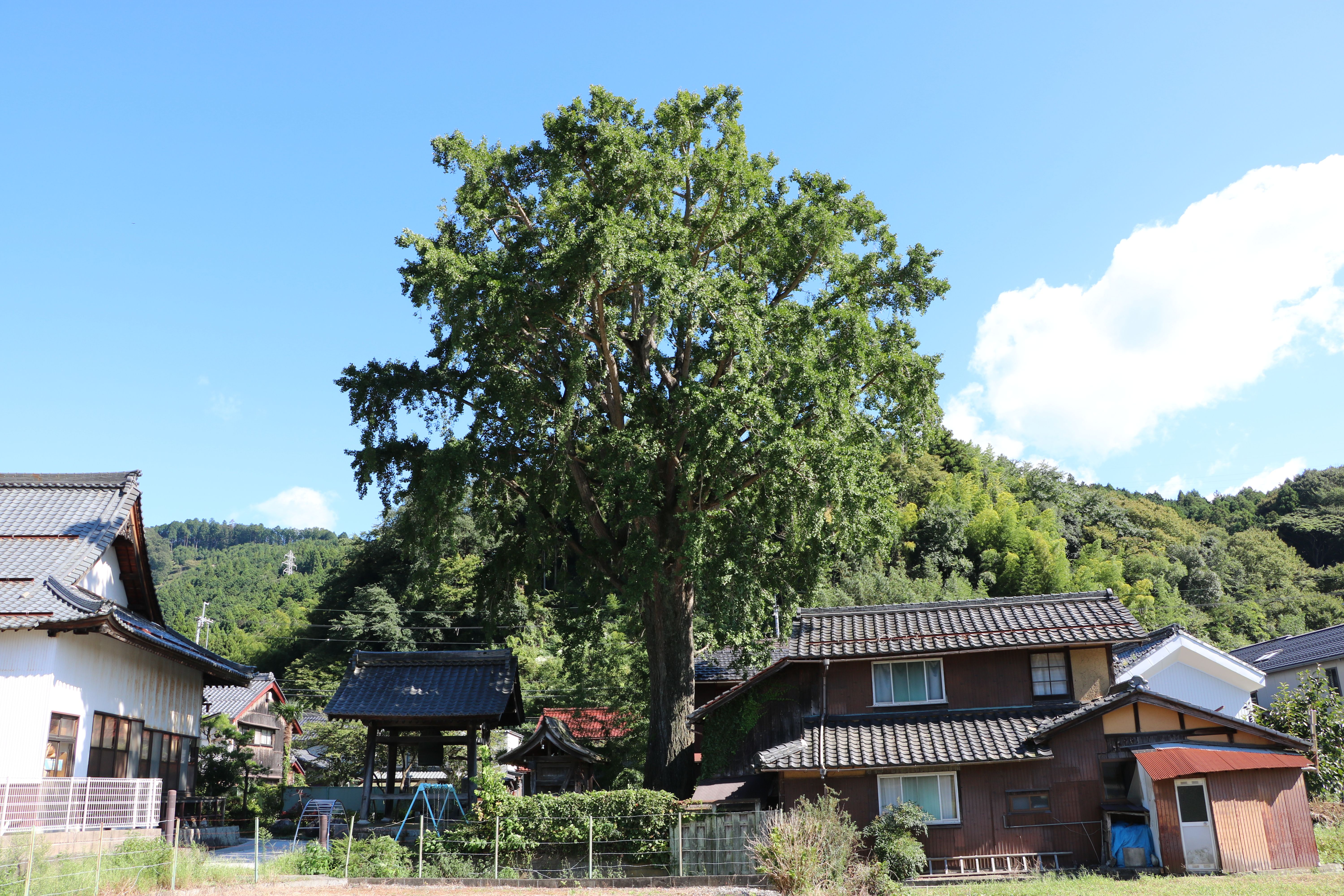
了徳寺のオハツキイチョウ

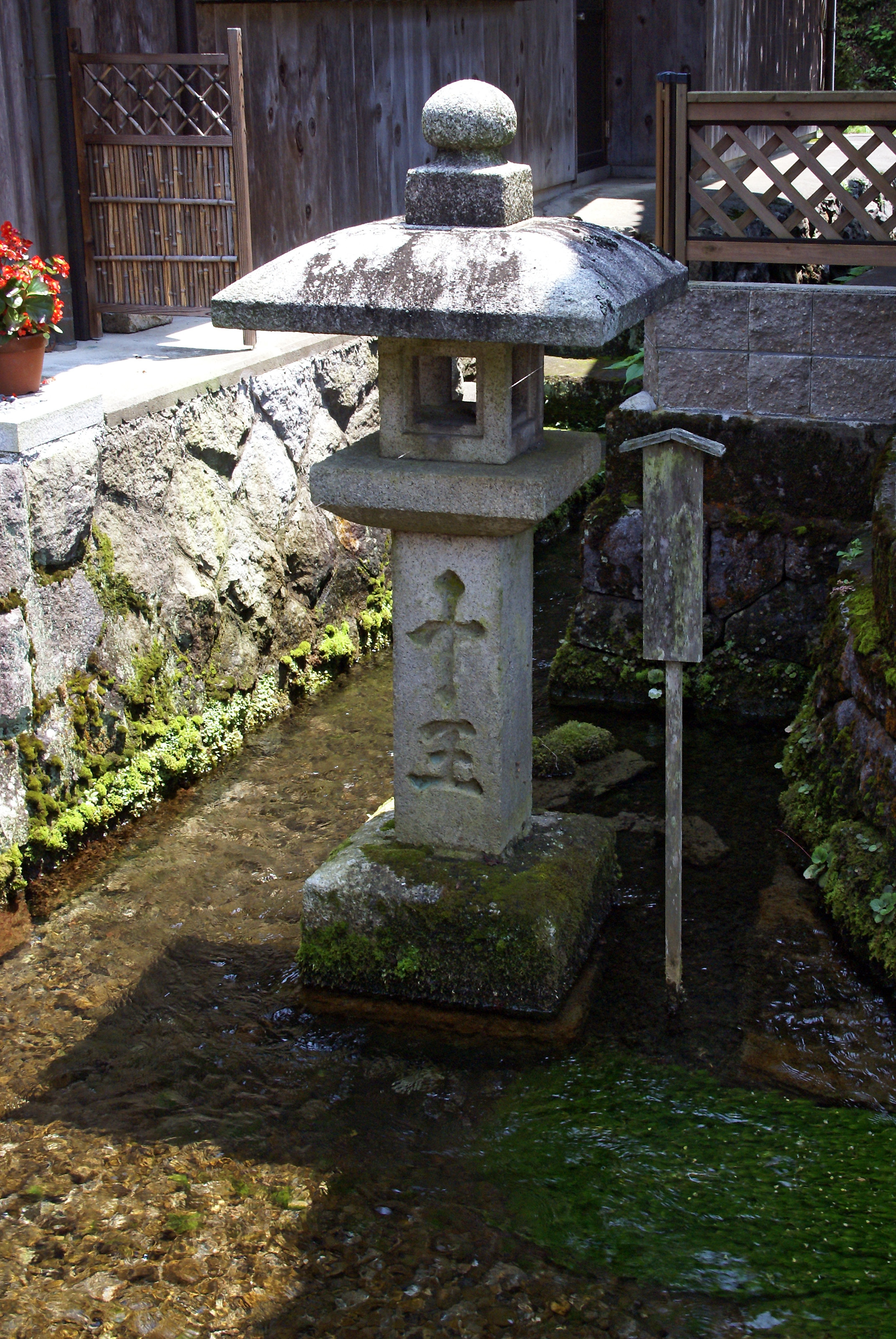
十王水の灯籠

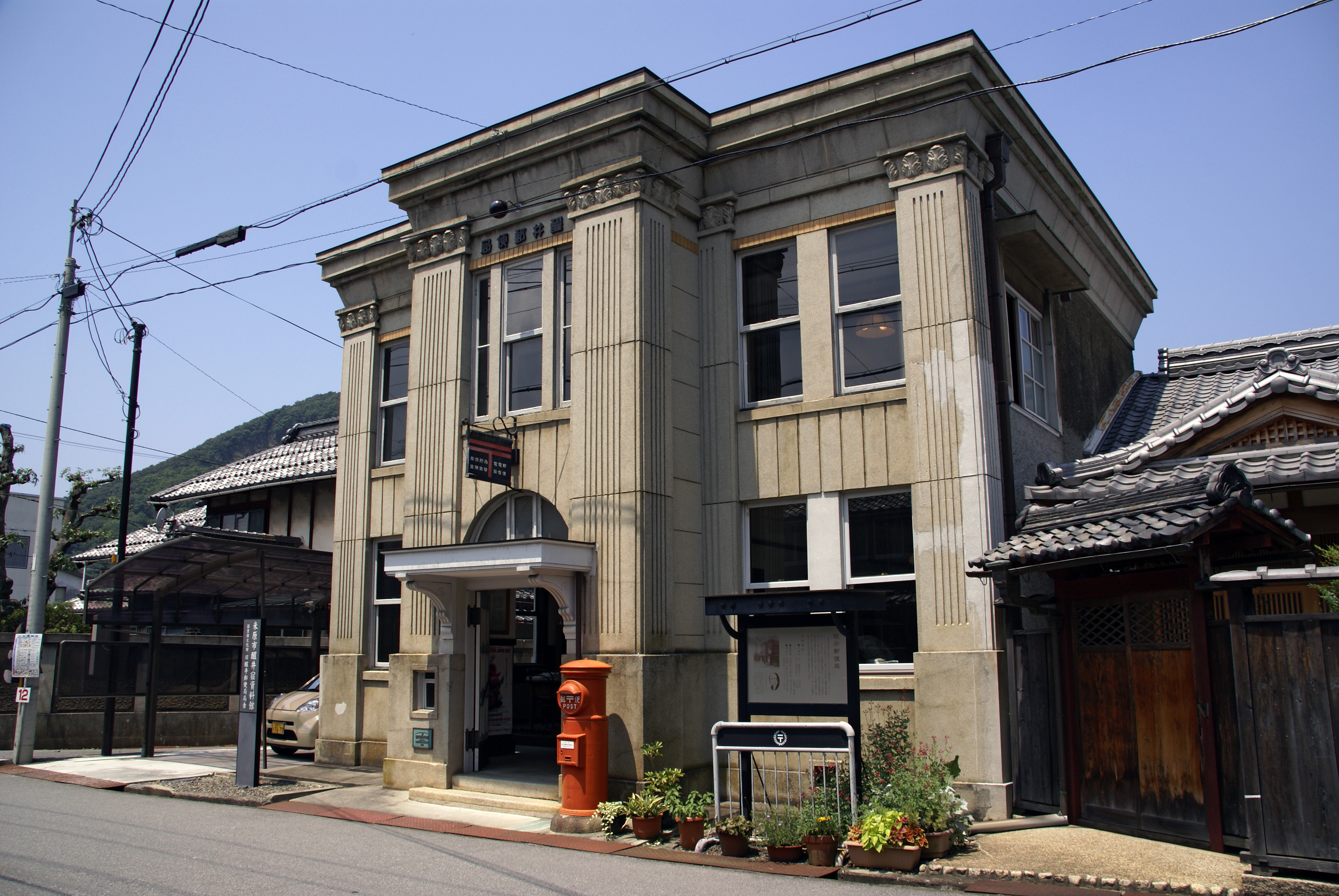
旧醒井郵便局舎 （米原市醒井宿資料館）
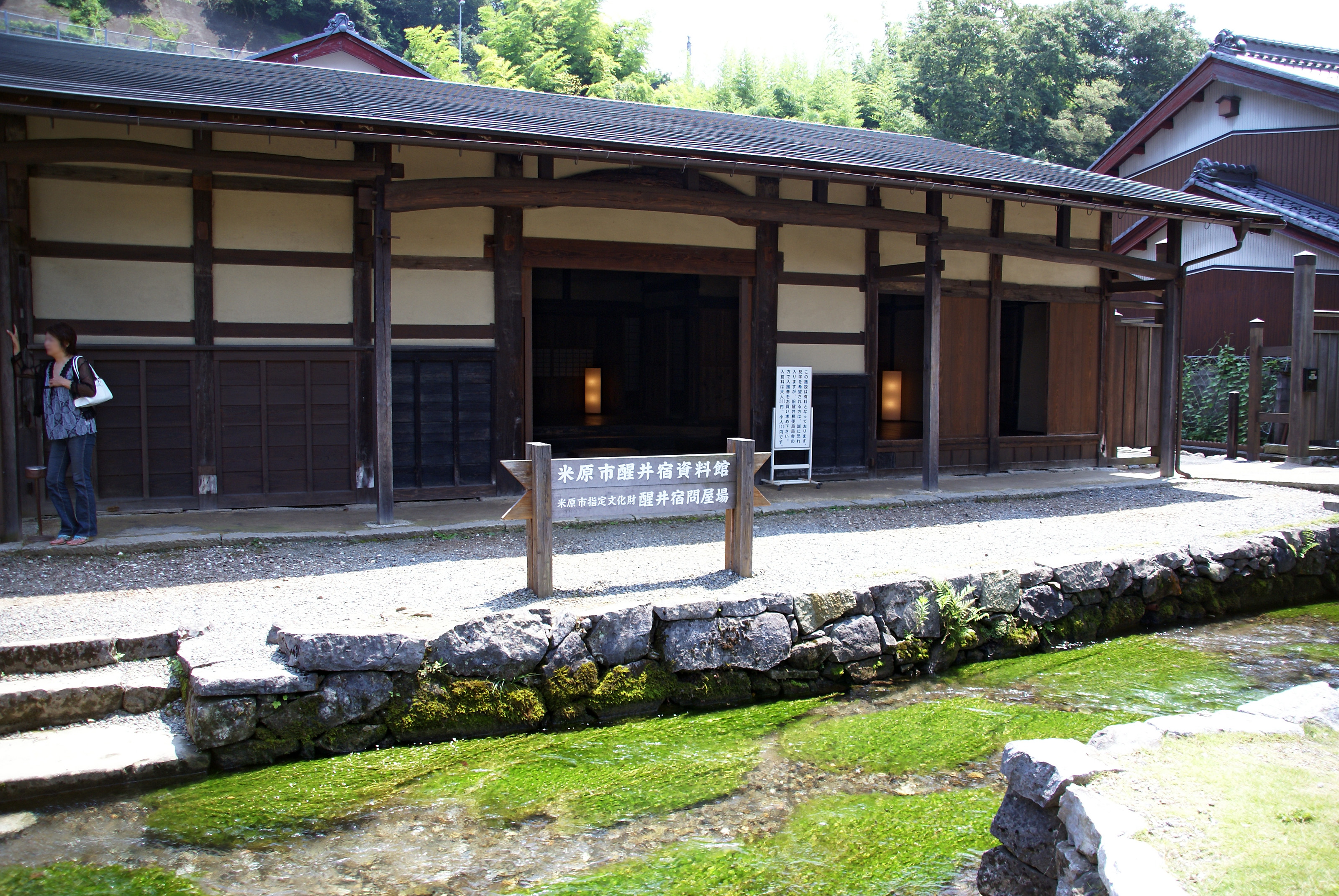
醒井宿問屋場 （米原市醒井宿資料館）

加茂神社
創祀の年代は不明であるが、神社の名称は、かつて天野川の加茂が淵にあったことによるといわれる。江戸時代は「加茂大明神」と称された。祭神は賀茂別雷命（かもわけいかづちのみこと）・応神天皇。江戸時代に遷座し、『江左三郡録』（ごうささんぐんろく）には、「腰掛石の上の山にあり」と記される。1959年（昭和34年）、名神高速道路の建設により、拝殿、手水舎などを解体・移設するとともに、1960年（昭和35年）より本殿を造営し、1961年（昭和36年）3月、居醒の清水の真上にあたる現在地に移転した。
- 日本武尊像 - 枯死した不断桜の跡に建立された。かつての不断桜は10月下旬から12月に花が開き、1878年（明治11年）10月22日、明治天皇が北陸東海両道巡幸の帰途に立ち寄った際には満開であったという。「醒井の不断ザクラ」として国の天然記念物に1930年（昭和5年）2月28日より指定されていたが、枯死により1973年（昭和48年）に解除された。

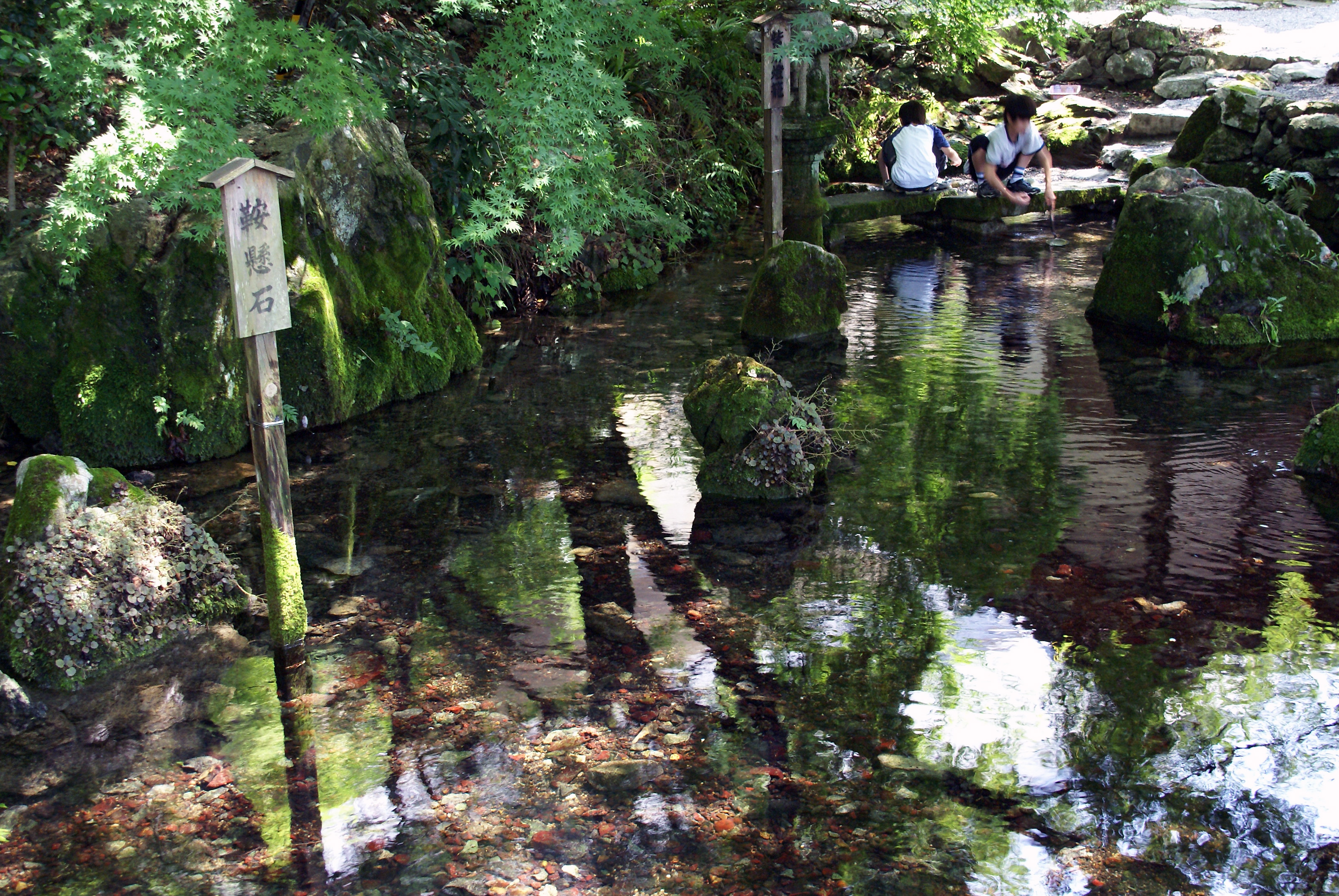
鞍懸石などがある湧水池

居醒の清水
地蔵川の源流となる湧水であり、一日の湧水量約1.5万トン、水温は周年12.3-15.0度を保持する。『古事記』および『日本書紀』によれば、ヤマトタケルは退治に向かった伊吹山の荒神の激しい雹雨によって前後不覚に陥るが、たどり着いた清水により覚醒したことから名づけられた。『近江名所図会』（『木曽路名所図会』）の醒井には、「日本武尊」「居寤清水」「腰懸石」が記されている 。ただし、居醒の清水（玉倉部の清泉〈清水〉）の比定地としては、ほかに米原市柏原の「白清水」（しらしょうず〈玉の井〉）、米原市大清水の「泉神社湧水」、岐阜県不破郡関ケ原町玉の「玉倉部の清水」なども知られる。環境省「平成の名水百選」（2008年〈平成20年〉6月5日選定）。
『近江名所図会』（『木曽路名所図会』）の醒井には、「三水四石の名蹟（名所）あり」と記されている 。「三水」とは、居醒の清水のほか、十王水、西行水と称される湧水であり、「四石」とは、腰掛石、鞍懸石、蟹石ならびに影向石（ようごういし）を指す。腰掛石、鞍懸石、蟹石は今も見られ、『近江名所図会』（『木曽路名所図会』）において、加茂明神（醒井の氏神、別雷命）が影向したと記される影向石は、西側に位置する源海寺付近にあったとされる。
- 腰掛石・鞍懸石・蟹石 - 居醒の清水の湧き出る場所に、日本武尊が腰を掛けた「腰掛石」や同じく馬の鞍を掛けたという「鞍懸石」のほか「蟹石」などがある。『近江名所図会』（『木曽路名所図会』）において、カニの形に似るとされる蟹石には 、雄略天皇の勅使が美濃国の霊泉より持ち帰った巨蟹に、途中で水を飲まそうと居醒の清水に放った途端、石になってしまったという伝承がある。

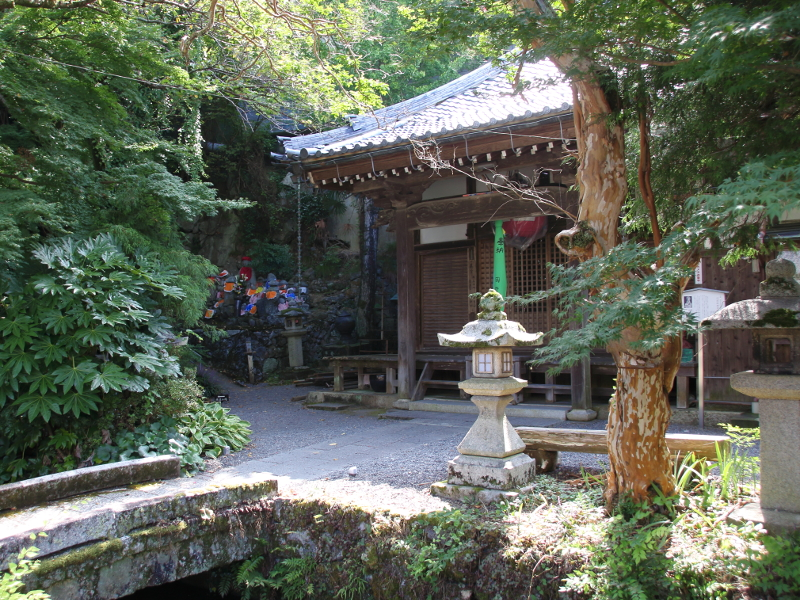
醒井地蔵堂
慶長年間（1596-1615年）に大垣藩主石川家成（日向守）が病気の治癒に感謝して地蔵堂を建立した。享和2年（1802年）の『壬戌紀行』には、腰掛石のそばに「地蔵堂たてり。額に濃州大垣石川日向守建立也と書り」とある。地蔵堂は何度かの再建を経た後、1889年（明治22年）に現在の宝形造の仏堂が建立され、1990年（平成2年）には大改修がなされた。
- 石造地蔵菩薩坐像 - かつて清水の川中にあったため、「尻冷やし地蔵」とも称される。『江左三郡録』には、「腰掛石の下川傍にあり」と記され、その清水は地蔵川と呼ばれた。石造地蔵菩薩半跏像であり、当初は地蔵川を通じて地蔵菩薩と琵琶湖の魚と仏縁を結ぶものとして開眼されたという。総高2.7メートル、鎌倉時代の作。「延命地蔵尊」と称され、伝承として最澄（伝教大師）の作ともいわれる。弘仁8年（817年）の旱魃の際、最澄が延暦寺根本中堂で祈祷したところ薬師如来の示現があり、醒井の泉を訪れた。すると老人が現れ、地蔵尊をここに安置すれば成就すると告げて消えた。そこで最澄は地蔵菩薩を刻んで安置すると、大雨が3日間降り続いたという。坐像は明治期に火災により被災し補修されている。市指定文化財（1997年〈平成9年〉5月30日指定）。
- 醒井地蔵まつり - 8月23-24日の地蔵盆であり、多くの参詣者が訪れる。醒井の地蔵盆は、江戸時代には曳山4基があって巡行し、子供歌舞伎が演じられたとされるが、明治時代からは代わって「作り物」が飾られるようになった。

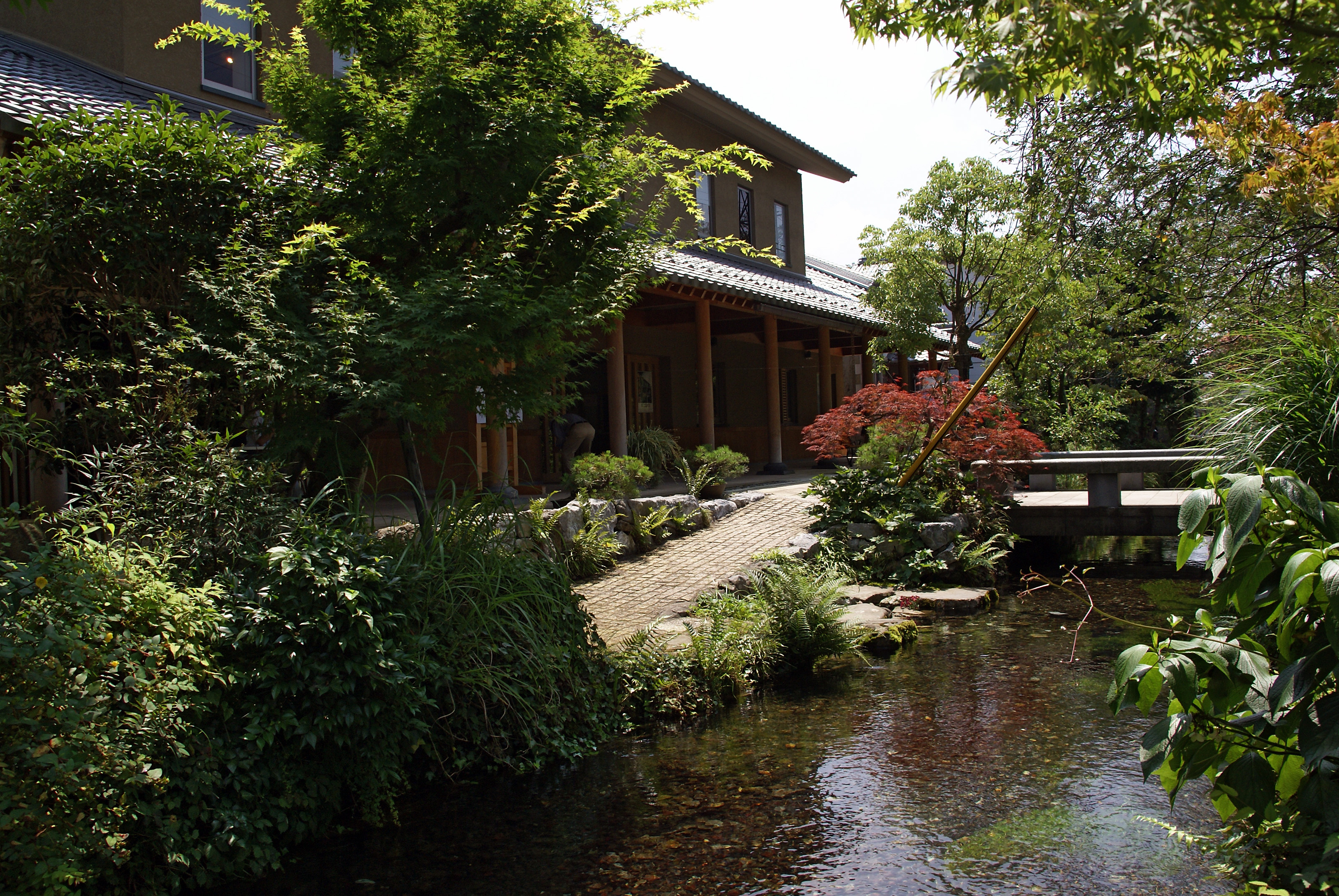
醒井木彫美術館
上丹生出身の彫刻家の森大造（1900年〈明治33年〉-1988年〈昭和63年〉）ならびに上丹生の先人彫刻家の作品を展示する美術館として、2002年（平成14年）10月に開館した。上丹生の木彫は、文化年間（1804-1808年）に京都で木彫刻を習得した彫刻家（上田勇助、川口七右衛門）が上丹生に戻ったことを発端に、1935年（昭和10年）頃には11軒、20人余りが木彫に携わっていた。その伝統を受け継ぐ上丹生は「木彫りの里」と称される。
醒井公会堂
小規模ながらも和洋の意匠や建築構法が混在する昭和初期の公民館建築物。1936年（昭和11年）築。木造平屋建、寄棟造桟瓦葺、建築面積123平方メートル。国の登録有形文化財（2003年〈平成15年〉3月18日登録）。
醒井宿問屋場（旧川口家住宅）
醒井宿にあった7軒の問屋の1つとして残存する川口家住宅の一部であり、米原市醒井宿資料館の1つに使用される。享和4年（1804年）の醒井宿絵図に記される。江戸時代前期（17世紀中期-後期）築、木造平屋建。2000年（平成12年）より修復された。市指定文化財（1998年〈平成10年〉12月21日指定）。
了徳寺のオハツキイチョウ
了徳寺の境内にあるオハツキイチョウ（お葉付きイチョウ）は、葉の主脈に種子（ギンナン、銀杏）をつけることが認められるイチョウ（雌株）である。樹高25メートル、幹周り4.4メートル、樹齢200年以上とされる。国の天然記念物（1929年〈昭和4年〉12月17日指定）。指定当時の幹周りは約2.5メートルであった。
十王水
十王水の呼称は、かつて付近に十王堂があったことによる。醒井大橋に近い家屋裏手の山麓より湧出し、往来沿いの川中に「十王」を示した灯籠がある。平安時代の天台宗の僧浄蔵により開かれたとして「浄蔵水」、「浄蔵結縁水」（じょうぞうけちえんすい）とも称された。
西行水
山麓の岩間より湧出する清水で、仁安2年（1167年）に西行が旅の途中に立ち寄ったといわれる。伝承によれば、西行が傍らで飲み残した茶を、心を寄せた茶屋の娘が飲んだところ懐妊して男子を出産した。後に西行が「もし我が子なら元の泡に帰れ」というと、たちまち泡に戻ったといわれる。「泡子塚（泡児塚）」と称される仁安3年（1168年）に建立された石塔がある。また、平安時代中期の僧仲算が、延喜年間（901-923年）に岩端を短剣で切り、湧出させたという伝承があり、「仲算結縁水」とも称される。これにちなんだ川柳「醒ヶ井の水仲算の徳に湧き」が知られる。
旧醒井郵便局舎
醒井宿問屋場（旧川口家住宅）とともに米原市醒井宿資料館として使用される。1973年（昭和48年）まで醒井郵便局として使われていた擬洋風建築物であり、設計はウィリアム・メレル・ヴォーリズによるといわれる。1915年（大正4年）築、1934年（昭和9年）修築、木造2階建、瓦葺。1999年（平成11年）-2000年（平成12年）に解体・修理された。国の登録有形文化財（1998年〈平成10年〉9月2日登録）。
- 旧醒井郵便局舎
（米原市醒井宿資料館）
- 醒井宿問屋場
（米原市醒井宿資料館）

松尾寺政所
松尾寺（まつおじ）政所（まんどころ）は、1913年（大正2年）築の料理旅館「醒井楼」であった建物を活用したものであり、1952年（昭和27年）に不用となると、山腹にあった松尾寺の寺仏や寺宝を、2012年（平成24年）に新本堂が完成するまでこちらに移していた。
- 醒井小学校玄関 - 小学校（醒井村立醒井尋常高等小学校）の玄関（1893年〈明治26年〉竣工）を改築する際、松尾寺によってこの玄関に移築された。

六軒茶屋
享保9年（1724年）以降、郡山藩領となった醒井宿の領域の西端に、彦根藩領（枝折）との境界を示すため、茶屋6軒を建てたことに始まるとされる。現在、草葺屋根であった家屋1軒が残存するのみであるが、昭和30年代にはおよそ6軒が並び建っていた。

### 周辺の史跡・見所
醒井七湧水
平成の時代になると、醒井の「三水」である居醒の清水、十王水、西行水のほか、天神水（米原市枝折）、いぼとり水（米原市上丹生）、役行者の斧割り水（米原市上丹生）、鍾乳水（米原市上丹生）を併せて、「醒井七湧水」と称されるようになった。
- 天神水 - 醒井地区の南側の枝折に位置する湧水。「天満神社の天神水」と称され、付近に菅原道真が祀られることから、「知恵の水」とも呼ばれる。
- いぼとり水 - 丹生川沿いの上丹生に位置する。イボが取れるとの伝承があるほか、平安時代中期の天台座主13世となる尊意（法性坊尊意）出生の地といわれ、「法性坊の初洗いの水」と伝えられる。
- 役行者の斧割り水（よきわりすい） - 松尾寺跡がある上丹生の松尾寺山（標高503.6メートル）に位置する。役小角（役行者）が開山の際、弟子に斧で岩を割らせたところ水が湧き出したという伝承があり、「延命長寿の水」と呼ばれる。水源付近に入ることはできないが、山麓の醒井養鱒場に近い松尾寺の店舗（醒井楼）の傍らに水が引かれている。
- 鍾乳水 - 霊仙山の鍾乳洞を水源とする宗谷川の源流であるが、環境保護により非公開となり、その清水は醒井養鱒場に引かれている。

醒井峡谷
霊仙山の伏流水により形成された宗谷川の上流にある渓谷。清流とともにサクラ、新緑、紅葉など、四季を通じての景勝地である。国の名勝（1941年〈昭和16年〉12月13日指定）。
醒井養鱒場
琵琶湖の固有種ビワマスの増殖のため、1878年（明治11年）、枝折に設立された県立孵化場であり、日本で最も古いマス類の養殖施設として知られる。翌1879年（明治12年）、醒井峡谷上流の現在地に移設された。その後、規模や設備により、1940年（昭和15年）頃には東洋一と称されるようになった。ニジマスやアマゴ、イワナならびにビワマスなどが養殖され、一般に広く公開されている。
松尾寺
かつては松尾寺山の山腹にあった。その後、1981年（昭和56年）の五六豪雪などにより本堂が倒壊したことから、2012年（平成24年）6月に新本堂が山麓に移転・再建された。役小角の開山の際、聖観音と十一面観音が雲に乗り飛来したという「飛行観音」と呼ばれる本尊「空中飛行観世音菩薩」が知られる。
- 鰐口 - 鎌倉時代、弘安6年（1283年）。面経33.5センチメートル。もと尾張国海西郡三腰（愛知県愛西市見越町）の極楽寺にあった。国の重要文化財（1981年〈昭和56年〉6月9日指定）。
- 絹本著色観経変相図 - 南北朝時代。縦302.5センチメートル、横234.7センチメートル。県指定文化財（1978年〈昭和53年〉3月17日指定）。
- 木造聖観音菩薩立像 - 平安時代（11世紀）。像高46.0センチメートル。市指定文化財（1973年〈昭和48年〉11月2日指定）。

松尾寺跡
- 松尾寺九重塔 - 鎌倉時代前期、文永7年（1270年）建立。高さ5.11メートル。国の重要文化財（1960年〈昭和35年〉2月9日指定）。
- 松尾寺参詣道丁石 - 1町（約108m）毎に設置された道標。32基（室町末期16基、江戸初期3基、昭和初期13基）。市指定文化財（2012年〈平成24年〉10月24日指定）。
- 本堂跡地 - 江戸時代、寛文年間（1661-1673年）建立。東西13メートル、南北15メートル。県の史跡（2011年〈平成23年〉指定）。

## 隣の宿
中山道
柏原宿 - 醒井宿 - 番場宿
醒井宿は、柏原宿より1里半（1里18町、5.9km）、番場宿まで1里（3.9km）の距離にある。

### 柏原宿 - 醒井宿までの史跡・見所
梓川松並木
梓川（あずさ〈あんさ〉がわ）の街道沿いに10本余り（12本）のマツの古木が今に残る。明治初期に河川改修が行なわれる以前の川は蛇行しており、『木曽路巡覧記』（宝暦5年〈1755年〉）には、「あんさ川あなたこなたと渡り、三度渡るなり」と記されている。
小川関碑
梓河内（あんさかわち）の梓地区にある「小川関趾」碑は、この小川（こかわ）辺りが『坂田郡志』に記される「関屋」の比定地であることを示す。この梓地区は、醒井とともに東山道「横川駅」の比定地の1つであり、壬申の乱の「息長横川」ともいわれる。不破関以前の関跡であり、小川は、横川（横河）の転訛であるともされる。付近にはまた「梓ノ関遺跡」も認められている。
一色一里塚跡
一色の等倫寺の入口より東70メートルにあった一里塚を示す「一里塚の跡」碑があり、『中山道分間延絵図』によれば、かつてここには高札場もあった。
鶯ヶ端
醒井宿の東に位置する高台は「鶯ヶ端」と称され、かつては眺望の良い休憩場所であった。その名称は、憩う旅人の扇子に描かれたウグイスが飛び立ったという伝承による。歌枕にもなっており、平安時代の歌人能因は、「旅やどり夢醒ヶ井のかたほとり初音も高し鶯ヶ端」と詠んでいる。
馬頭観音碑
東の坂には、荷を運ぶウマの安全を祈願する「馬頭観世音」碑があったが、1963年（昭和38年）の名神高速道路の工事に伴い、国道21号沿いの現在地に移設された。

### 醒井宿 - 番場宿までの史跡・見所
旅人供養碑
丹生川橋の東にある「一類孤魂等衆」碑は、旅の途中に亡くなった老人を供養するために建立された。説話によると、路傍で旅の老人が「母親の乳が飲みたい」とつぶやいていた。それを乳飲み子を抱いた母親が不憫に思って母乳を飲ませてやると、涙を浮かべて喜び、老人は礼に大金を差し出すと安らかに亡くなった。それにより母親は身寄りのない人を供養する碑を建てたといわれる。
樋口立場
樋口は、かつて醒井宿と番場宿の間にある立場（間の宿、あいのしゅく）であった。大田南畝の『壬戌紀行』には、樋口村はかつて「名物あん餅、饅頭有」として、「溝あり。清水ながれてきよし」と記されており、街道沿いには今日も霊仙山からの用水路がある。
八坂神社（九重石塔）
街道の南に位置し、祭神は素戔嗚尊。松尾寺九重塔に類似する「石造九重塔」がある。鎌倉時代、元亨3年（1323年）建立。高さ3.9メートル。市指定文化財（1973年〈昭和48年〉11月2日指定）。
久礼一里塚跡
久礼（久禮、くれ）の集落にあった一里塚を示す「中山道一里塚の跡」碑は、1995年（平成7年）、かつての位置より東約100メートルに設置された。

## 醒井小唄
1937年（昭和12年）7月8日、詩人・作詞家の野口雨情ならびに作曲家の駒井一陽を招待し、新民謡（地方民謡）「醒井小唄」の詩作、付曲がなされた。

## 交通
- 公共交通機関: JR東海道本線「醒ケ井駅」より500[12]-600メートル[5]、徒歩5分[3][76]。

- 車: 北陸自動車道「米原インターチェンジ」より東に約2.5キロメートル[76]。
  - 「醒井水の宿駅」駐車場[76]、醒ヶ井駅（市営）駐車場。